# 哈马·阿马杜
哈马·阿马杜（法語：Hama Amadou，1950年—2024年10月23日），尼日尔政治人物，1995年－1996年和2000年－2007年两次担任尼日尔总理。尼日尔全国社会发展运动（MNSD）总书记（1991－2001）和主席（2001－2009），由于针对他政府的腐败指控，2007年国民议会以不信任投票罢免他的总理职务。2008年，他成为了腐败调查的目标，面临刑事指控而被高等法院逮捕，并被MNSD撤除主席职务。
2011年4月，阿马杜以103票对1票被选为尼日尔国民议会主席，後於2014年因涉及販賣嬰兒案，逃到鄰國布基納法索，後流亡歐洲，2015年11月返回尼日爾時被捕。
阿马杜有份角逐2016年尼日爾總統選舉，敗於現任總統穆罕默杜·伊素福。2016年3月，阿馬杜獲准出國接受治療。